# Nanos occidentalis
Nanos occidentalis là một loài bọ cánh cứng trong họ Bọ hung (Scarabaeidae).